# 宗善寺 (南砺市)
宗善寺（そうぜんじ）は、富山県南砺市（旧福光町西太美地域）才川七地区にある真宗大谷派の寺院である。
もとは医王山修験系の寺院であったが、戦国時代に浄土真宗に改宗し現在に至っている。富山藩の東方触頭となった松寺永福寺の前身であり、永福寺が富山に移転した後、残された掛所が発展したのが現在の宗善寺である。

## 歴史

### 医王山修験系寺院
宗善寺に伝えられた寺院設立の由来については、昭和62年（1987年）3月に宗善寺23代住職義讃師（俗名義昭）が『医王山宗善由来』に簡潔にまとめている。
『医王山宗善由来』によると、延暦年間に医王山を開山した泰澄大師に従って修業した苦行者がいた。苦行者は後に泰澄大師より妙観察智の阿弥陀仏を授けられ、また自ら白の霊木を釈迦・観音・薬師の真言三尊仏を彫り、これらの諸仏を本尊とし開往寺を開いたのが宗善寺の前身とされる。
『泰澄和尚伝記』等が泰澄の没年を767年とするのと矛盾するなど、この伝承がそのまま史実とは考え難い。ただし、宗善寺の周辺には柿谷寺（現舘神明社）・祖谷本敬寺・福光宇佐八幡宮・松寺永福寺といった泰澄大師あるいはその弟子（主として浄定）が創設したと伝えられる寺院が多数残っている。特に柿谷寺については泰澄大師創建であること、在地武士の石黒荘の武士と結びついていたことが鎌倉幕府編纂の『関東下知状』に明記されている。よって、鎌倉時代までには宗善寺も含め医王山修験系の寺院が医王山麓一帯に設立されていたことは確かなようである。

### 浄土真宗への改宗

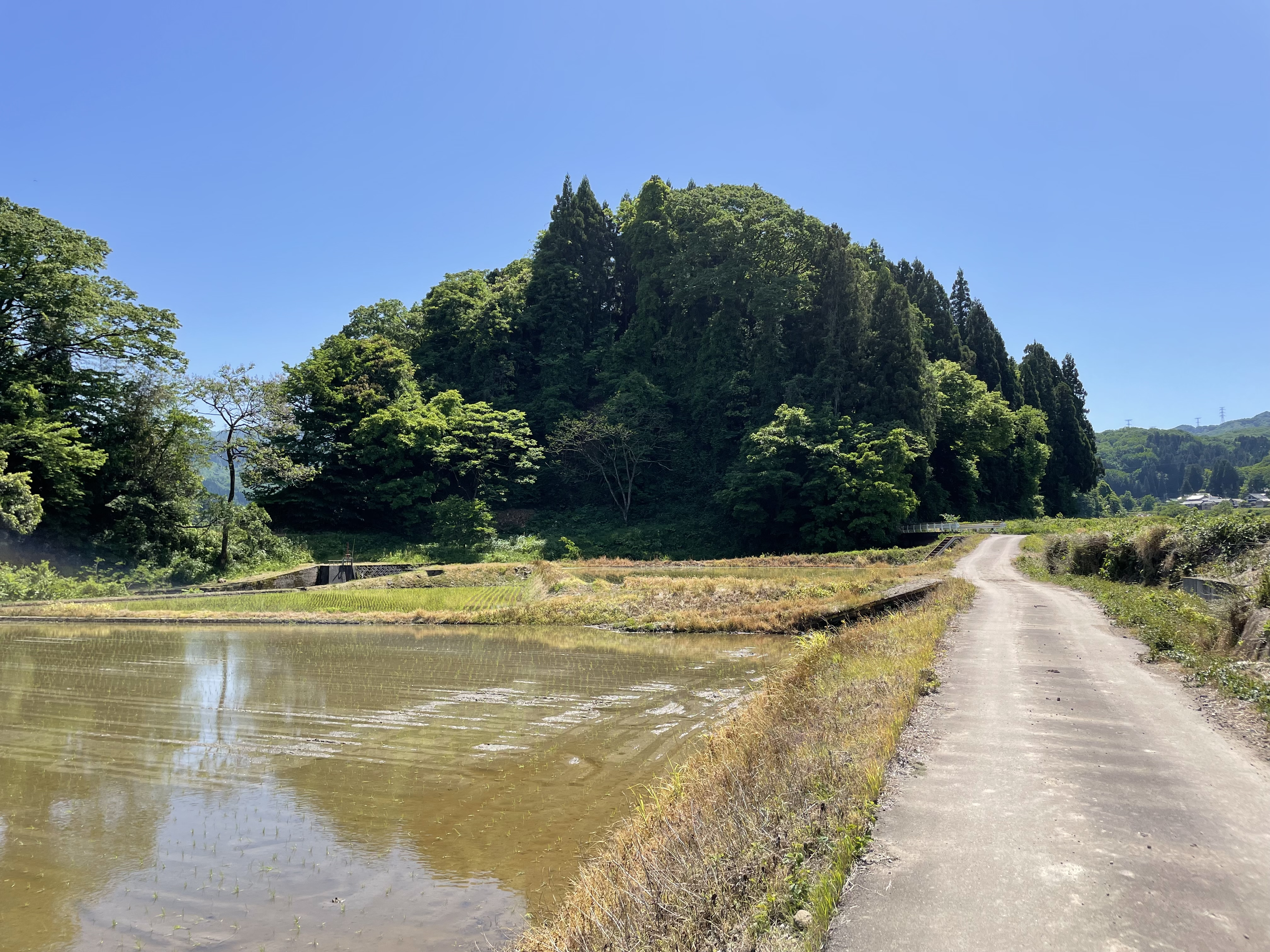
富山県南砺市才川七の才川城跡

『医王山宗善由来』によると、文明年間（1469年-1487年）に川上源氏の末裔を称する太美三郎という郷土がおり、才川城に居住していたとされる。この太美三郎が開往寺の住職となった頃、本願寺8代蓮如が開往寺へ逗留することがあったため、太美三郎は蓮如の教えを受けて浄土真宗に改宗した。また、この時宗善という法号を贈られたため、文明6年（1476年）に「宗善寺」と改称したとする。
一方で、現富山市梅沢町の松寺永福寺は宗善寺を前身とするが、宗善寺の由来とはやや異なる起源を伝えている。永福寺文書によると、医王山開往院の往僧が蓮如の教えを受けて転宗したという点では同じだが、その往僧の名は寂浄、与えられた法名は道海とする。その上で、蓮如が5代綽如上人の曽孫に当たる蓮真を開往院に入れ、松寺永福寺と名を改めた事を起源とする。蓮真は砂子坂道場（善徳寺の前身）に入っていたことでも知られ、蓮真が「砂子坂から岡崎、法林寺を経て松寺に住まい、その地で没した」ことは『日野一流系図』にも記されており、史実と見て誤りない。
後述するように、宗善寺の地位を巡って宗善寺と松寺永福寺は江戸時代を通じて対立関係にあり、そのためにそれぞれ異なる由緒を形成したようである。本願寺の血族が入った宗善寺＝永福寺は周辺の瑞泉寺・土山御坊＝勝興寺・砂子坂道場＝善徳寺などと並び、砺波郡の真宗門徒を統括する立場に就いた。天文19年（1550年）付けの「寺領田畠年貢帳」が永福寺に現存しているが、この文書には遊佐弥太郎・吉見太郎左衛門といった砺波郡の有力者が寄進を行ったことが記録されている。

### 永福寺との対立
永福寺の文書には「慶長14年（1609年）、才川に掛所宗善寺を置く」、「明治3年（1870年）、掛所はそれぞれ独立」との記述があり、松寺永福寺側からは江戸時代を通じて宗善寺は半独立の掛所と見なされていた。一方で、宗善寺には寛文12年（1672年）4月13日付で加賀藩寺社奉行の粟津右近尉が「永福寺殿下越中国砺波郡才川村　宗善寺　慶伝」宛に「其の方の望みにより宗善寺という寺号を許す」という古文書が現存している（宗善寺所蔵最古の文書でもある） 。この古文書により、遅くとも17世紀後半に宗善寺は独立した寺院であると加賀藩から公認されていたことが分かる。
一方永福寺文書によると、永福寺は慶長14年（1609年）に才川から高岡に移転し、この時絹本著色蓮如画像のみ宗善寺に戻したとされる。その後、永福寺は寛永16年（1639年）に富山藩東方触頭と認められ、慶安元年（1648年）に更に永福町（現堤町）に移り、以後富山に寺基を構えるようになる。恐らく、永福寺が才川から高岡に移転するに当たって現地門徒衆の統括は掛所宗善寺が引き継いだが、高岡から更に富山に移転することによって門徒衆と永福寺の縁は薄れていった。そこで宗善寺自身の檀家も増え、宗善寺は独立した地位を得ようと望んだものの、これを認めない永福寺との間で対立が生じたようである。
18世紀末には、宗善寺が飛檐（本山の法会で仏壇の内側に接する部屋に座ることを許された末寺の格式を示すもの）の認許を繰り返し求めていたにもかかわらず、永福寺が認めないという対立が生じていた。寛政6年（1794年）8月14日付書状では、「飛檐を得たとしても、いつまでも貴寺の御下であり、御掛所であることは変わりません（ので、飛檐をお許しください）」と宗善寺側が下出にでて永福寺の許しを求めたことが記されている。寛政6年（1794年）9月15日には宗善寺14代教受が飛檐を認められたが、同日に教受は死去しており、これは地位の追贈に過ぎなかった。
この後も寛政9年（1797年）、文化10年（1815年）と同様の懇願を17代教法が永福寺に対して行っているが、認められていない。文久元年（1861年）には井波御坊誓立寺と城端御坊浄念寺が連署して宗善寺に飛檐を認めるよう願い出たとの記録もある。
このように、長年にわたって宗善寺と永福寺は非友好的な関係にあったが、明治維新によって両者を取り巻く環境は一変した。とりわけ明治3年（1870年）のいわゆる廃仏毀釈によって永福寺は大打撃を受け、これによって宗善寺も含む各掛所の独立を認めざるを得なくなった、この時、永福寺と宗善寺は「離末証」を取り交わし、「当寺の掛所の件は熟議を致し納得の上で一般の末寺」とし、「双方に残っている書類はないものと見なし、寺務や五尊法宝物等に今後は文句をいわない」ことが認められた。これにより長年にわたる両者の対立は終わりを迎え、宗善寺は名実ともに独立した寺院として歩み出すこととなった。

## 宗善寺の歴代住職
- 初代宗善（文明3~永正6.10.20（1509年））38年間
- 2代教宗（永正5~享禄4（1531年））22年間
- 3代宗親（享禄4~弘治2.8（1556年））25年間
- 4代宗尋（弘治2~天正10.3（1582年））26年間
- 5代善慶（天正10~慶長3.10（1598年））16年間
- 6代宗慶（慶長3~寛永7.2（1630年））32年間
- 7代善否（寛永7~承応元（1652年））22年間
- 8代善教（承応元~延宝5.6（1677年））25年間
- 9代善誠（延宝5~元禄4.11（1691年））14年間
- 10代浄善（元禄4~享保7.2（1722年））31年間
- 11代善照（享保7~天文3.3（1738年））16年間
- 12代教應（天文3~宝暦9.7（1759年））21年間
- 13代直教（宝暦9~安永2.5（1773年））14年間
- 14代教受（安永2~寛政6.9.15（1794年））21年間
- 15代宗真（寛政6~文政5.8（1822年））28年間
- 16代宗替（文政5~弘化2.10（1845年））23年間
- 17代教法（弘化2~文久3.6.6（1863年））18年間
- 18代教専（文久3~文久3.10.6（1863年））5ヶ月
- 19代教住（文久3~明治30.3.24（1897年））34年間
- 20代義應（明治14.7.16~明治45.4.19（1912年））15年間
- 21代彰住（明治43.5.15~昭和20.12.26（1945年））33年間
- 22代義誠（昭和22.6.20~昭和40.3.30（1965年））20年間
- 23代義澄（昭和40.5.12~昭和62.4.29（1987年））22年間
- 24代義融（昭和62.5~平成8.3.23（1996年））

## 宝物

### 蓮如上人御染筆御寿像（絹本著色蓮如画像）
宗善寺に残された縁起書によると、蓮如63歳の時の尊像で、文明9年8月8日に太美三郎（宗善）が河内国出口に滞在中の蓮如を尋ねた折に下賜されたものであるとする。この時、蓮如は「身は一つ心は二つ越の里、弥陀たのむ身を吾は忘れじ」と詠み、また「我はこの地に留まるも、寿像を同容と思い永く才川に留めよ」と宗善に伝えたという。
一方、永福寺の文書には高岡に移転する際に宗善寺に戻されたものとし、「蓮真に充てたもの」として宗善寺の所伝とやや異なる記録を残している。

### 蓮如上人御染筆名号（紙本墨書六字名号）
文明7年（1475年）、蓮如上人が宗善寺来臨の折に起筆されたものと伝えられる。字体から見て、蓮如真筆であると考えられる。

### 蓮如上人鹿の子袖
蓮如上人が母と離別した時、鹿の子袖がちぎれてとれ、母はその袖をもって石山の観世音菩薩に立寄りこれを奉納したという逸話をもとに描いたもの。

### 蓮如上人御絵伝四幅
蓮如上人布教の姿を4幅の絵に描いたもの。

### 三方正面の阿弥陀如来像
蓮如上人御自画のものと伝えられている。

### 法然上人御自像
やや小型の御自像であるが、絵の痛みは少ない。

### 泰澄大師の自作の仏像
泰澄大師が霊木に尊像を彫刻し、開往寺に授与したと伝承される。宗善寺が医王山修験系寺院であったことを伝える、数少ない宝物である。

### 親驚聖人縁起（御絵伝）四幅
束本願寺住職彰如（本願寺23代）が、寄進人数名の求めに応じて、開山聖人縁起四卷を宗善寺住職義応（宗善寺20代）に寄贈したもの。

## 宗善寺の建物

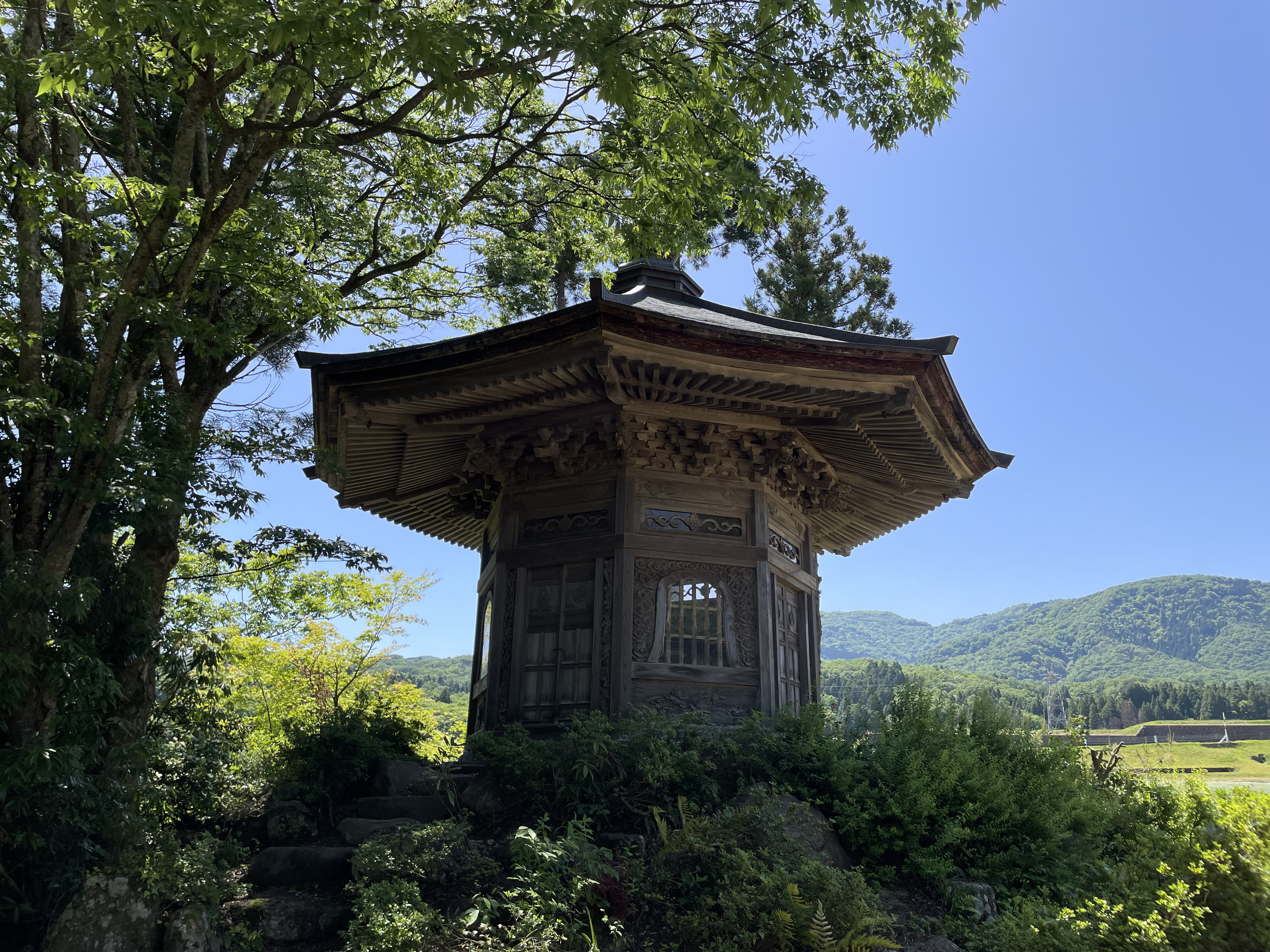
八角外置燈籠

### 本堂
旧本堂は元和元年（1615年）4月8日に焼失し、仮の御堂が長年用いられたが、慶応2年（1866年）に本堂は再建された。この時建築費が不足したため、取持講として不足金を集め慶応3年2月付け古文書が現存している。更にこの本堂も経年劣化が進んだため、現在の本堂は昭和52年6月1日に起工式を行い、同年7月24日に完成している。

### 鐘楼及び梵鐘
梵鐘は蓮如上人の450回遠忌に当たって昭和27年（1952年）3月20日に鋳造されたもの。鐘楼は昭和61年6月に従来のものを取り壊し、本堂正面に新築されたものである。

### 寺の御堂内部
大正元年に新築されたもので、高僧や大事な客用の部屋として用いられる。

### 八角外置燈籠
川辺文治氏が実母が交通事故死したのをいたみ、その供養にと昭和54年11月に寄進したもの。

### 天水桶（小矢部川洗水石）
川辺文治氏が昭和61年6月に寄進されたもの。

### 大悲閣経蔵
金沢市在住広上藤太郎作の八角堂造りで、農村公園の高台にある。昭和10年10月に着工し、4年後に完成した。

## つなぎがや

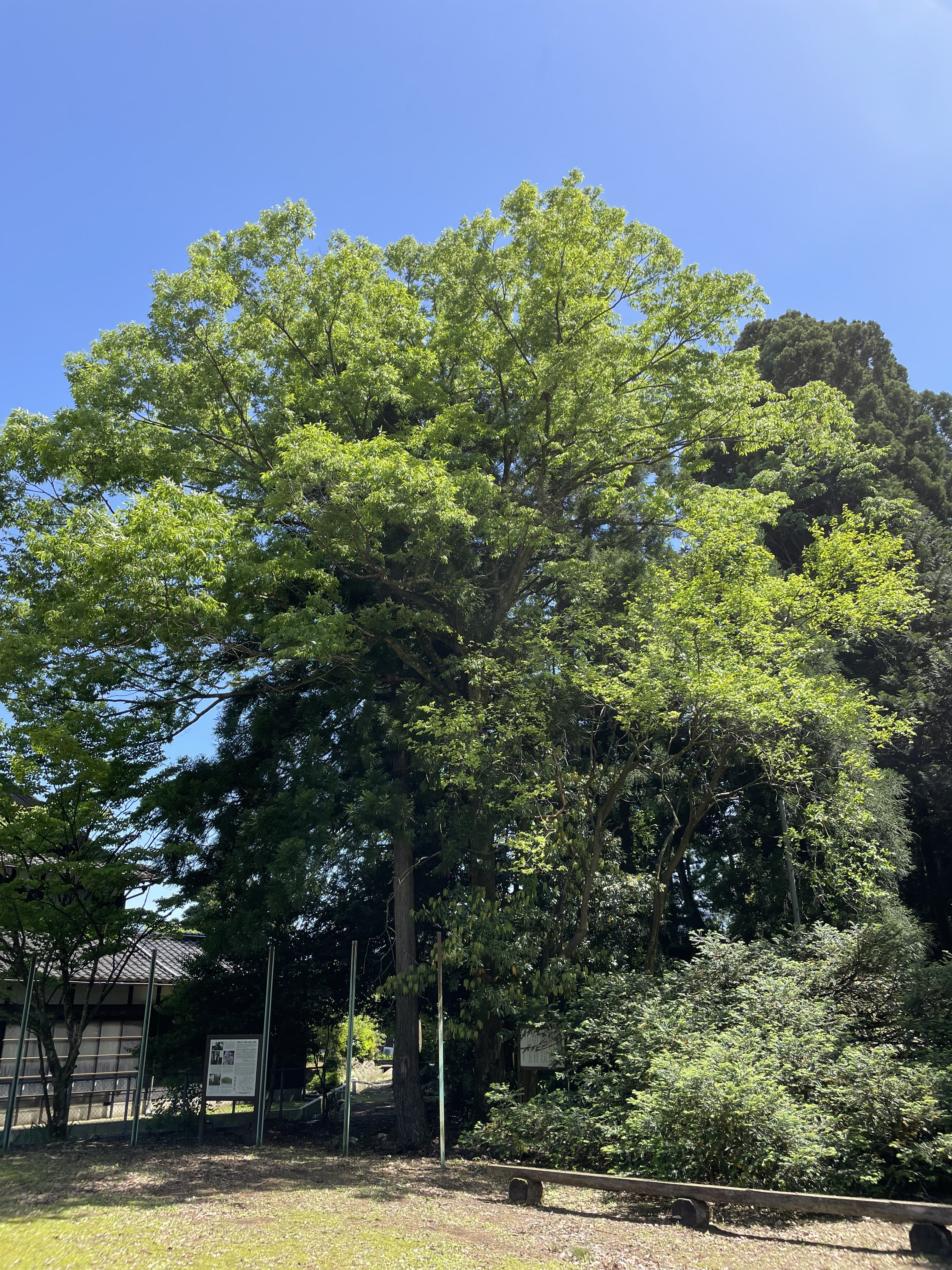
才川七のつなぎがや

才川七の宗善寺墓所には高さ約2.5ｍのカヤがあり、「才川七のつなぎがや」として市指定の文化財とされている。
「つなぎがや」の由来については、「虫が糸を曳いてカヤの実を2つくっつけたため、果実が2つ繋がったように見える」、「葉の表裏が反転して繋がったようになる」、「枝が相反転して繋がったように見える」等、様々な説がある。

## 医王山修験系寺院
- 永福寺（富山市梅沢町）
- 宗善寺（南砺市才川七）
- 善性寺（南砺市綱掛）
- 徳仁寺（南砺市野尻）
- 光西寺（小矢部市西島）
- 躰玄寺（射水市鷲塚）
- 恩善寺（金沢市袋町）